# La Tournée des grands ducs (film, 1953)
Pour les articles homonymes, voir La Tournée des grands ducs.
Pour plus de détails, voir Fiche technique et Distribution.
La Tournée des grands ducs est un film français réalisé par André Pellenc, terminé par Norbert Carbonnaux en 1952 et sorti en 1953.

## Synopsis
Fils du notaire Fromageot, Gaston, 25 ans, est amoureux de la fille d'une baronne : Brigitte. Mais elle prétend avoir un amant qui est chanteur de charme dans un cabaret parisien. Décidé à s'expliquer avec son rival, Gaston se rend dans la capitale après avoir emprunté 300.000 francs à la baronne pour recruter des artistes devant se produire pour un gala de bienfaisance destiné à financer la réfection du clocher de l'église.
Mais Gaston dilapide l'argent et perd son portefeuille dans une rixe avec le chanteur Francisco Grande, qu'il prend pour son rival. Il est obligé de travailler dans des cabarets pour essayer de rembourser la baronne. Mise au courant, celle-ci se rend avec le notaire, le curé et Brigitte à Paris, où tous font la "tournée des grands-ducs" en tentant de retrouver Gaston. Tout finira par s'arranger car des artistes accepteront de participer bénévolement au gala, et Brigitte déclarera sa flamme à Gaston.

## Fiche technique
- Réalisation : André Pellenc, terminé par Norbert Carbonnaux - assisté de Guy Bernède, Yannick Andreï
- Scénario, adaptation et dialogues : André Pellenc, Norbert Carbonnaux
- Photographie : Pierre Petit
- Opérateur : Albert Viguier, assisté de P. Traxel et G. Maria
- Musique : Louiguy (Éditions Hortensia)
- Son : Julien Coutellier, assisté de J. Bissière
- Montage : Marcelle Lioret, assisté de M. Tojetti
- Tournage du 29 septembre au 3 novembre 1952, dans les studios "Paris Studio Cinéma"
- Société de production : Pecefilms (France)
- Producteur associé : Bervia Films
- Distribution : Sofradis
- Tirage : Laboratoire L.T.C Saint-Cloud, système sonore Western Electric, Paris Studio Cinéma
- Pays :  France
- Format : Noir et blanc - 1,37:1 - 35 mm - Son mono
- Durée : 85 minutes
- Genre : Comédie
- Première présentation le 22/05/1953 en France
- Affiche : Georges Kerfyser (France)

## Distribution
- Raymond Bussières : Louis, le garçon de café
- Denise Grey : La baronne
- Christian Duvaleix : Gaston Fromageot, le fils du notaire
- Louis de Funès : Le directeur de l'hôtel
- Roméo Carlès : Maître Fromageot, notaire
- Sophie Sel : Brigitte, la fille de la baronne
- Jean Carmet : Le curé du village
- Jean Charpini : Un présentateur de cabaret
- Lily Fayol : Une chanteuse
- June Richmond : La cantatrice
- Jean Daurand : Un dragueur au "Balajo"
- Pierre Duncan : Max, un chauffeur de car
- Mario David : Une attraction au "Balajo"
- Lucien Frégis : Un responsable de cabaret
- Grégoire Gromoff : Le chasseur de l'hôtel
- Louis Viret : Un présentateur de cabaret
- Francisco Grandey : Francisco, le chanteur de charme
- Jean Dunot : Le domestique de la baronne
- Jack Ary : Un homme au "Balajo"
- Sylvain Lévignac : Un homme au bar
- Suzanne Grey : Une barmaid
- Robert Mercier : Un agent
- Jimmy Perrys : Le gendarme à la fin
- Gilda : Une attraction
- Jim Bala : Une attraction
- Les Avalons : Une attraction
- Les 4 Montréal : Une attraction
- Les Cavalcos : Une attraction
- Anak : Une attraction (la danseuse nue)
- Carmen Santana : Une attraction (la danseuse Espagnole)
- Le trio Pigall's : Une attraction
- Jacqueline Florence : Une attraction
- Marie Elys
- Huguette Duval